# Вересай Остап Микитович
Оста́п Мики́тович Вереса́й (1803, Калюжинці — 1890, Сокиринці) — український музикант, кобзар, виконавець народних дум, історичних, побутових, жартівливих та сатиричних пісень.

## Життєпис

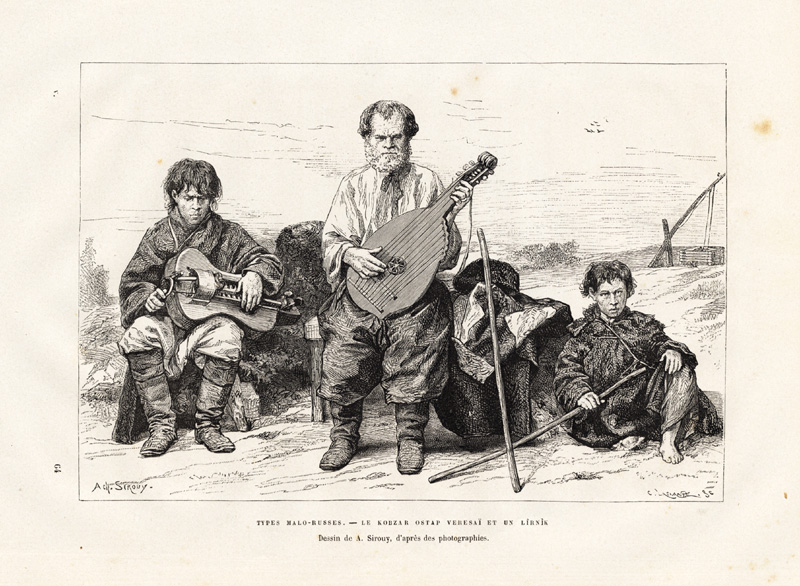
Остап Вересай. Ілюстрація до книги «Земля і люди. Загальна географія» (т.5), Жана Жака Елізе Реклю, 1880

Остап Вересай (по вуличному — Радчишин Бурик) народився 1803 року в селі Калюжинці Прилуцького повіту Полтавської губернії (нині Прилуцького району Чернігівської області) в сім'ї кріпака. Батько його, Микита Григорович Вересай, був незрячим і заробляв на прожиття грою на скрипці.
У чотирирічному віці Остап втратив зір. Змалку захопився музикою та співом під впливом батька та кобзарів, що часто зупинялися в їхній домівці. Хлопчиком переймав мистецтво співу та гри на бандурі у кобзаря Юхима Андріяшівського, з яким познайомився на ярмарку в Ромнах і був у нього поводирем.
Після смерті Андріяшівського Остап деякий час навчався в кобзаря Семена Кошового з села Голінка, після нього — у лірника Ничипора Коляди, далі повернувся в Калюжинці й продовжив навчання самотужки. З Калюжинців переїхав до села Сокиринці Прилуцького повіту.
Понад сорок років мандрував містами і селами України. Його помітив художник Лев Жемчужников, який записав від Остапа Вересая кілька пісень, намалював його портрет і познайомив з Пантелеймоном Кулішем, який також записав від нього кілька пісень. Куліш розповів про Вересая Тарасові Шевченку, який 1860 року послав Вересаєві гроші та свого «Кобзаря» з підписом: «Брату Остапу від Т. Г. Шевченка». Л. Жемчужников та П. Куліш умовили Остапа Вересая взяти до себе кількох учнів: Василя Бублика з Никонівки, Ярохтея з Березівки, Антона Негрія з Калюжинців та Янголя з Березівки, які продовжили традиції свого вчителя.

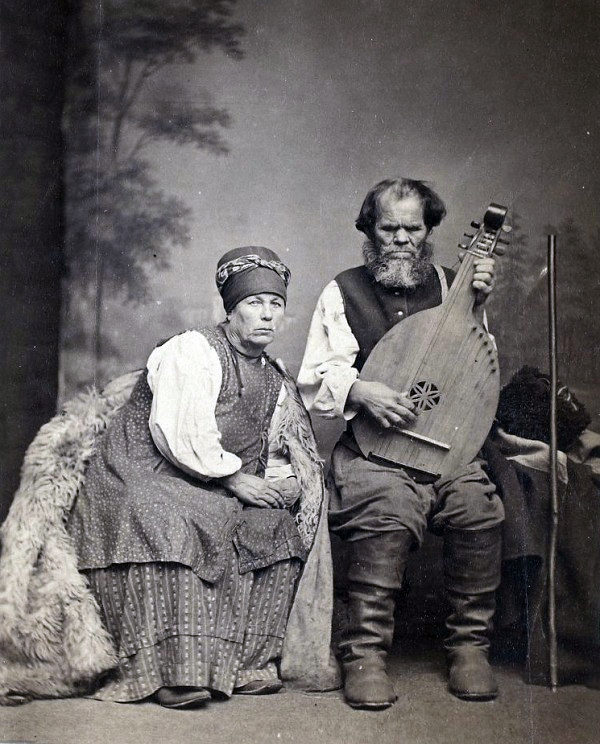
Остап Вересай з дружиною Пріською. Київ, кінець вересня 1873 р.

У Сокиринцях Вересай одружився з удовою Пріською Сенчук, гарною співачкою і танцюристкою. Завдяки Кулішеві, Жемчужникову, гостям, що приїжджали в Сокиринці в маєток Г. Ґалаґана, Вересаєм, його майстерною грою на бандурі, жанровим розмаїттям кобзаревого репертуару зацікавилися М. Лисенко, О. Русов, О. Міллер, П. Мартинович, О. Сластіон, П. Чубинський, які пропагували його творчість.
1871 року Остап Вересай вперше відвідав Київ, де співав на відкритті Колегії Ґалаґана. 28 вересня 1873 року, на пропозицію Григорія Ґалаґана, було скликано засідання Південно-західного відділуРосійського географічного товариства, дійсний член якого Микола Лисенко виголосив реферат «Характеристика музичних особливостей українських дум і пісень, виконуваних кобзарем Вересаєм». На засіданні Остап Вересай виконав кілька дум, які вразили слухачів.
1874 року Остап Вересай виступив у Києві на III Археологічному з'їзді, а після нього — на концерті, влаштованому М. Старицьким, в якому взяв участь хор під керівництвом М. Лисенка. У звіті про з'їзд начальник Київського жандармського губернського управління написав рапорт вищому начальству про те, що «Остап Вересай своїми поетичними піснями і типовим виглядом сприяв збудженню симпатій до гетьманщини…».
1875 року в супроводі М. Лисенка та П. Чубинського Вересай побував у Петербурзі, де виступив на засіданні Російського географічного товариства, в Музеї етнографії і старожитностей, у Петербурзькому залі Благородного зібрання, на засіданні Слов'янського благодійного комітету та в інших аудиторіях. 22 лютого він виступив на сніданку, влаштованому українцями в пам'ять про Т. Г. Шевченка. 6 вересня кобзар співав у Зимовому палаці під час лекції з народної словесності професора О. Міллера князям Сергієві та Павлові, які подарували кобзареві срібну табакерку з підписом. 16 вересня на околиці Петербурга, в Соляному містечку, де відбувалися промислові й кустарні виставки, відбувся концерт, в якому, крім О. Вересая, брали участь хор під керівництвом М. Лисенка, сам Лисенко як піаніст, російська співачка М. Каменська. Спів О. Вересая в Петербурзі слухали П. Чайковський, М. Римський-Корсаков.

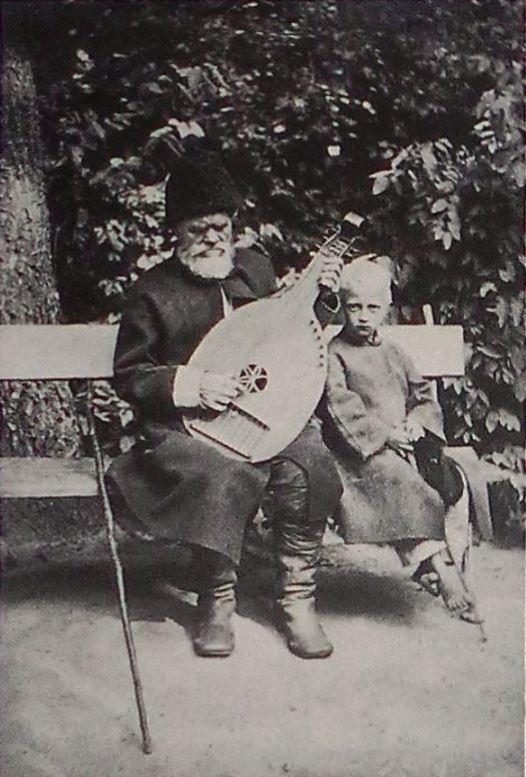
Остап Вересай з поводирем в маєтку Ґалаґанів, у Сокиринцях, Прилуцького повіту Полтавської губ., 1871 р.

III відділення, занепокоєне успіхом у глядачів дум та історичних пісень, виконуваних О. Вересаєм, припиняє гастролі. По дорозі з Петербурга, у Прилуках, Вересая заарештували на базарі за пісню «Про правду й неправду» і посадили до в'язниці. У поліції під час допиту Вересая врятувала табакерка, подарована йому в царському палаці в Петербурзі князями, і його звільнили.
Частина консервативної кобзарської братії не схвалювала вояжі Вересая. За дружбу з панами, хоч це були представники прогресивної інтелігенції, він отримав від цехових братчиків прізвисько Лабза — від «підлабузник». За вихваляння «золотою табачницею», зазначає Ігор Шаров, на цеховій раді у Гадячі кобзарська братія постановила «відрізати торбу» Вересаю. Тобто відлучити від кобзарського цеху.
Дружина розповідала про нього, що він був скупенький, гульнуть не любив. Він перший із кобзарів відчув зміни в смаках людей. Не любив захоплення скрипучою лірою. «Колись нас було багато, кобзарів. Багато було, та вимерли! Тепер немає: з цими лірами, видумали, дідько знає що! Їм лише б звук був, що кричить, що пищить, аж у хаті нічого не чутно, як заграє та ліра. А кобзарі — це хорошеє діло: тихенько воно, уважітельно!»
До кінця життя Вересай жив у Сокиринцях. Павло Чубинський на власні кошти збудував йому нову хату. Останні роки життя Остап Вересай продовжував виконувати пісні, хоч уже майже не виїжджав у великі міста, а мандрував селами Чернігівщини. Інколи старого кобзаря запрошують у Київ. 1884 року він виступав у Київській малювальній школі М. Мурашка, де з нього учні малювали портрети.

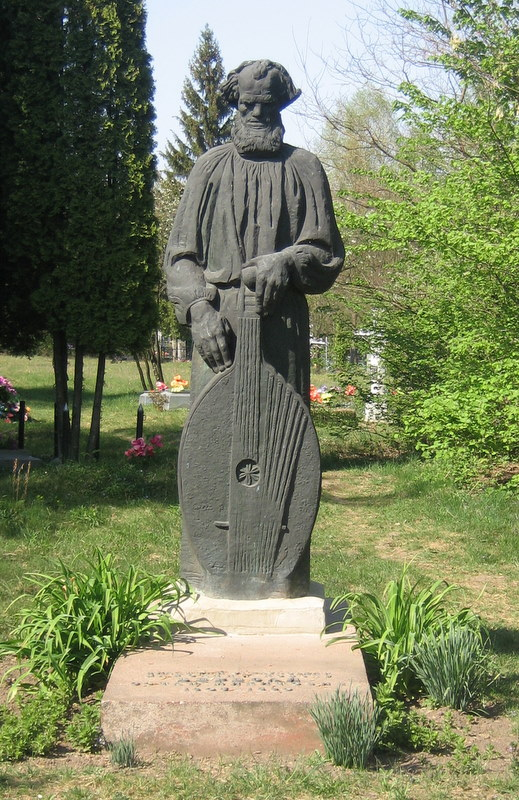
Могила Вересая

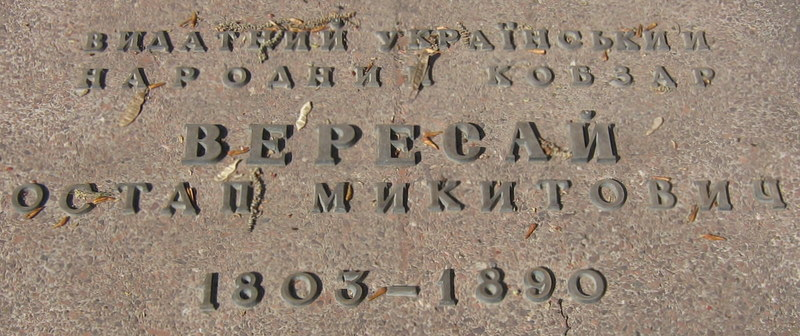
Надгробок

Помер Остап Вересай наприкінці квітня 1890 року. Похований у Сокиринцях.

## Творчість
Остап Вересай був блискучим імпровізатором. Його репертуар, порівняно з репертуаром інших кобзарів, невеликий: шість дум: «Як три брати з Азова втікали», «Отчим», «Невольницька», «Про бурю на Чорному морі», «Про вдову і трьох синів», «Дума про Хведора Безрідного»; декілька сатиричних та гумористичних пісень та пісень релігійного змісту, зокрема дуже популярна в той час пісня «Про правду й неправду». Іван Франко підкреслював, що ця пісня в тогочасному житті набувала великого соціального звучання, і саме за неї Остапу Вересаю доводилося не раз зазнавати переслідувань від жандармів. «Як у ярмарку станеш її співати, то пани й обійдуть, вони її не люблять. Тепер більше брехнею живуть», — розповідав Остап Вересай художникові Л. Жемчужникову. — Зате люди любили цю пісню. Як ходиш по селу та заспіваєш, то багато людей плачуть".
Щоб глибше розкрити ідейно-тематичний зміст пісні і справити найбільше враження на слухачів, Остап Вересай майстерно використовував піднесення і спади голосу, ефектні повторення смислово навантажених рядків, завдяки чому слова пісні і музика асоціювалися з тогочасною реальністю життя українського народу:
| Нема в світі правди, правди не зіськати! Що вже тепер правда стала у неправді жити. Уже тепер правда, правда помирає! А щира неправда весь світ пожирає. |
Виконуючи думи, зокрема особливо популярні «Про Хведора Безрідного» чи «Як три брати з Азова втікали», Остап Вересай вмів надати простому сюжетові глибокого змісту й сили експресії. Передаючи стан великої скорботи, викликаної втратою козаками свого побратима, спів кобзаря переходив у трагічний скрик, зойк, стогін. Вересай майстерно використовував уповільнення ритму, модуляцію голосу, поєднання персоніфікованих монологів та діалогів, емоційні піднесення і спади голосу, поєднання речитативу і розлогого співу, що, разом з майстерною грою на кобзі, справляло незабутнє враження. Яскраву грань творчої індивідуальності Остапа Вересая становило виконання ним гумористичних та сатиричних пісень. Потрібного ефекту співець досягав грайливістю мелодії, жвавістю ритму, характерною мімікою, пританцьовуванням у такт пісні, відповідною до поведінки та вдачі героя інтонаційністю. Це був, вживаючи сучасну термінологію, справжній театр одного актора, який не лише давав високе естетичне задоволення, а й ніс велике ідеологічне навантаження. Саме це й вирізняло творчу манеру Остапа Вересая й зробило його ім'я відомим серед сучасників.
Завдяки своєму таланту Остап Вересай збуджував у слухачів почуття поваги до своєї історії, високі естетичні та патріотичні почуття. Це добре розуміли Т. Шевченко, П. Куліш, І. Карпенко-Карий, М. Лисенко, О. Русов, П. Чубинський, які пропагували творчість Вересая, опікувалися його долею. Іноземним приїжджим, які слухали Остапа Вересая, зокрема французькому професору, пізніше міністру освіти Франції Альфреду Рамбо, французькому професору Луї Леже, міністру освіти Югославії Стояну Новаковичу, професору з Відня Ватрославу Ягічу, українські пісні у його талановитому виконанні відкрили досі незнану Україну, душу її народу, її історію.
Професор Луї Леже під впливом виконаних Вересаєм пісень почав активно пропагувати у Франції українську культуру, навіть читав курс української мови. Професор Оксфордського університету В. Морфілл, який також слухав Остапа Вересая, зазначав, що у виконаних ним думах є дуже багато цінностей. А відомий австрійський поет Райнер Марія Рільке, що бачив Вересая у 1889 році, відтворив його образ в оповіданні «Пісня про правду».
Цікавив спів Вересая також Київське губернське жандармське управління, яке у донесенні про роботу III Археологічного з'їзду, що відбувся в Києві, було стурбоване виявом українофільських тенденцій і доповідало, що «доставлений у Київ старець-бандурист Остап Вересай своїми піснями і типовим виглядом немало сприяв збудженню симпатій до гетьманщини, що віджила свій вік». Так само поліцію занепокоїла популярність виступів Остапа Вересая у Петербурзі. У донесенні III відділенню 17 березня 1875 року зазначалося, що виконані Остапом Вересаєм у Благородному зібранні пісні «можуть за теперішніх обставин в очах пропагандистів служити опорою до виправдання діяльності однодумців їх в очах народу». III відділення одразу ж припинило його гастролі.

### Репертуар
∗ Плач невільників — записано В. Гореленком в середині 1880 р. К. Ухач-Охеревичем в Сокиринцях, Прилуцького пов.

### Кобза Остапа Вересая
Інструмент, на якому виконував свої твори Остап Вересай вперше описаний і досліджений Миколою Лисенком у розвідці «Характеристика музыкальных особенностей малорусскихъ думъ и пѣсень, исполняемыхъ кобзаремъ Вересаемъ», надрукована разом із записами репертуару Вересая у 1878 році в брошурі «Кобзарь Остапъ Вересай его музыка и исполняемыя имъ народныя пѣсни».

## Вшанування
Портрет Остапа Вересая створив художник Харитон Платонов.
На смерть кобзаря, що сталася у Сокиринцях 1890 року, відгукнулося багато періодичних видань. Іван Франко написав статтю про видатного співця, підкресливши виняткове значення його творчості в духовному житті українського народу.
З нагоди 150-річчя від дня народження Остапа Вересая 21 червня 1953 року в Сокиринцях відбулися урочистості, на яких виступив Максим Рильський.
У травні 1959 року було відкрито Музей Остапа Вересая.
У 1971 році скульптор Микола Харченко, уродженець села Сокиринці, за графічним малюнком Лева Жемчужникова створив скульптуру Остапа Вересая, яка потім лягла в основу пам'ятника (висота 3,4 м), встановленого на території Сокиринського парку.
У 1978 році на могилі кобзаря встановили броновий пам'ятник, створений скульпторкою Інною Коломієць.
З 1988 року на батьківщині Вересая проводиться Республіканський фестиваль кобзарського мистецтва «Вересаєве свято» (тепер — Всеукраїнський фестиваль кобзарського мистецтва).
У 2003 році НБУ випустив ювілейні 2 гривні на честь 200-річчя від дня народження кобзаря.
21 лютого 2023 р. міська рада перейменувала вулицю Краснодонців в Чернігові на вулицю Остапа Вересая.
Вулиці, названі на честь Остапа Вересая, існують в багатьох населених пунктах України.

## Цитати
- Ось чому так високо піднімається інтерес і значення зустрічі в наш час з бандуристом, від якого ми змогли почути і зберегти ту дійсно самобутню музикальну форму, за оригінальністю якій у нас нема суперників. /**М.Лисенко. 1873.**/

- Як артист Вересай належить до числа далеко недюжинних талантів. Сам він поет… з глибоко відчутною експресією і при виконанні деяких місць своїх пісень іноді заливається сльозами. /**О.Русов.1873.**/

- Викликам Вересая і улаштовувача концерту п. Лисенка не було кінця. Прислухаючись до глибоко зворушливої манери виконання Вересая, публіка вже не звертала уваги на хриплуватість його старечого голосу, хоч співав він поруч з панею Каменською, яка мала вироблений мистецтвом і розкошами голос. /**Газета «Киевский телеграф». 1875.**/

- Тричі проспівав Остап свою пісню про правду. І щоразу — по-новому. Коли вперше вона звучала скаргою, то вдруге вона явилася докором, і нарешті втретє, коли кобзар з високо піднятою головою волав дзвоном коротких закликів… він зворушив усі серця, і вона наповнилася гіркотою і безбережним натхненням. /**Райнер-Марія Рільке. 1900.**/

- Гомер наш польовий, славетний Вересай. /**М.Рильський. 1961.**/